# Ichthyborus besse
Ichthyborus besse és una espècie de peix de la família dels citarínids i de l'ordre dels caraciformes.

## Subespècies
- Ichthyborus besse besse (Joannis, 1835)
- Ichthyborus besse congolensis (Giltay, 1930)[2]